# Otmar Hrejsa
Otmar Hrejsa (15. listopadu 1866 Šejdorf – 29. listopadu 1946 Vizovice) byl český evangelický, původně luteránský farář, národohospodář, publicista a politik; meziválečný poslanec a senátor za agrární stranu.

## Biografie
V letech 1918-1920 zasedal v Revolučním národním shromáždění.
V parlamentních volbách v roce 1920 získal za Republikánskou stranu zemědělského a malorolnického lidu (agrárníky) senátorské křeslo v Národním shromáždění. Mandát obhájil v parlamentních volbách v roce 1925. V senátu zasedal do roku 1929.
Patřil k nejvýznamnějším odpůrcům sjednocení českých luteránů a kalvinistů do Českobratrské církve evangelické. Své duchovenské působení zahájil jako vikář v Rusavě (1889–1892), následně byl farářem ve sborech Černilov pro Lutherův ústav v Hradci Králové (1892–1896) a Vilémov (1896–1897).Od roku 1898 působil jako farář v Jasenné. Zde pak strávil přes 40 let. Napsal knihu Dějiny evangelické církve v Jasenné na Moravě. Byl organizátorem veřejného, kulturního i hospodářského života ve své obci a členem četných lokálních spolků. Na odpočinek odešel v roce 1939 a odstěhoval se do svého domku ve Vizovicích.